# Touring Band 2000
Touring Band 2000 es el segundo DVD en vivo del grupo Pearl Jam, obtenido de diferentes actuaciones realizadas en la gira Norteamericana del año 2000 para el álbum Binaural.

## Reseña
Los extras del DVD incluyen montajes de la gira Europea de ese año, tomas alternas de la banda y tomas especiales centradas en el baterista Matt Cameron llamada Matt Cam. Musicalmente incluye tres canciones instrumentales inéditas ("Thunderclap", "Foldback", and "Harmony") y los videos de las canciones "Do the Evolution" y "Oceans", este último no había aún sido lanzado en los Estados Unidos.

## Lista de canciones
1. "Long Road"
  - 10/21/00, Desert Sky Pavilion, Phoenix, Arizona
2. "Corduroy"
  - 9/4/00, Merriweather Post Pavilion, Columbia, Maryland
3. "Grievance"
  - 10/15/00, The Cynthia Woods Mitchell Pavilion, The Woodlands, Texas
4. "Animal"
  - 10/28/00, Blockbuster Pavilion, Devore, California
5. "Gods' Dice"
  - 10/31/00, Shoreline Amphitheatre, Mountain View, California
6. "Evacuation"
  - 8/12/00, Ice Palace, Tampa, Florida
7. "Given to Fly"
  - 10/11/00, Riverport Amphitheater, Maryland Heights, Misuri
8. "Dissident"
  - 10/8/00, Alpine Valley Music Theatre, East Troy, Wisconsin
9. "Nothing As It Seems"
  - 11/6/00, KeyArena, Seattle, Washington
10. "Even Flow"
  - 9/1/00, Blockbuster Music Entertainment Centre, Camden, Nueva Jersey
11. "Lukin"
  - 10/24/00, Greek Theatre, Los Ángeles, California
12. "Not for You"
  - 10/24/00, Greek Theatre, Los Ángeles, California
13. "Daughter"/"It's OK"
  - 8/24/00, Jones Beach Amphitheater, Wantagh, New York
14. "Untitled"
  - 10/22/00, MGM Grand Arena, Las Vegas, Nevada
15. "MFC"
  - 10/22/00, MGM Grand Arena, Las Vegas, Nevada
16. "Thin Air"
  - 10/21/00, Desert Sky Pavilion, Phoenix, Arizona
17. "Leatherman"
  - 11/6/00, KeyArena, Seattle, Washington
18. "Better Man"
  - 11/6/00, KeyArena, Seattle, Washington
19. "Nothingman"
  - 11/6/00, KeyArena, Seattle, Washington
20. "Insignificance"
  - 10/31/00, Shoreline Amphitheatre, Mountain View, California
21. "I Got Id"
  - 10/4/00, Molson Centre, Montreal, Quebec, Canadá
22. "Rearviewmirror"
  - 11/6/00, KeyArena, Seattle, Washington
23. "Wishlist"
  - 8/15/00, Pyramid Arena, Memphis, Tennessee
24. "Jeremy"
  - 10/25/00, San Diego Sports Arena, San Diego, California
25. "Do the Evolution"
  - 10/28/00, Blockbuster Pavilion, Devore, California
26. "Go"
  - 11/3/00, Idaho Center, Nampa, Idaho
27. "Parting Ways"
  - 10/18/00, United Spirit Arena, Lubbock, Texas
28. "Rockin' in the Free World"
  - 10/20/00, Mesa Del Sol Amphitheatre, Albuquerque, Nuevo México

### Material adicional
- Tomas de Europa
  - "The Cities" ("Thunderclap")
  - "The Band" ("Foldback" y "Harmony")
  - "The Fans" ("Yellow Ledbetter" audio tomado de 6/26/00, Alsterdorfer Sporthalle, Hamburgo, Alemania)
- "Smile" (Audio tomado de 8/25/00, Jones Beach Amphitheater, Wantagh, Nueva York, con una serie de tomas alternas del grupo)

- Videos adicionales
  - "Oceans" (No lanzado previamente en Estados Unidos)
  - "Do the Evolution"

## Posición en listas
Toda la información está tomada de Billboard.
| Año  | Lista               | Posición |
| ---- | ------------------- | -------- |
| 2001 | US Top Music Videos | 1        |

## Créditos
- Mike McCready – Guitarra
- Matt Cameron – Batería
- Eddie Vedder – Voz, Guitarra
- Stone Gossard – Guitarra
- Jeff Ament – Bajo
- Grabado y mezclado por Brett Eliason
- Ingeniero de Sonido - John Burton
- Grabado por Liz Burns, Steve Gordon, Kevin Shuss
- Edición - Steve Gordon
- Video de "Oceans" dirigido por Josh Taft
- Animación del Video de "Do the Evolution" creada por Todd McFarlane

- Datos: Q1058269